# Overseas Highway
A Overseas Highway tem 113 milhas (181,9 km)   rodovia transportando US Route 1 (EUA 1) através de Florida Keys até Key West . Grandes partes dele foram construídas no antigo direito de passagem da Overseas Railroad, a Key West Extension da Florida East Coast Railway . Concluída em 1912, a Overseas Railroad foi fortemente danificada e parcialmente destruída no furacão do Dia do Trabalho de 1935 . A Florida East Coast Railway foi financeiramente incapaz de reconstruir as seções destruídas, então o leito da estrada e as pontes restantes foram vendidos para o estado da Flórida por $ 640.000.
Desde a década de 1950, a Overseas Highway foi remodelada em uma principal rodovia costeira entre as cidades de Miami e Key West, oferecendo aos viajantes uma estrada exótica através de um ambiente de savana tropical e acesso à maior área de recifes de coral no continente americano. . Muitos animais exóticos, como o jacaré americano, o crocodilo americano e o cervo-chave, habitam as ilhas tropicais de Florida Keys.

## História

SR 4A, antiga designação para a Rodovia Ultramarina

Enquanto a Overseas Highway hoje corre ao longo do antigo direito de passagem da Overseas Railroad, partes da rodovia surgiram anteriormente em um alinhamento diferente, enquanto a ferrovia ainda estava operacional. O conceito de Overseas Highway começou com o Miami Motor Club em 1921. O boom imobiliário da Flórida na década de 1920 estava em andamento e o clube queria atrair turistas para áreas de pesca de fácil acesso, que na época só podiam ser alcançadas de barco ou trem. O boom imobiliário também atraiu interesses imobiliários que buscavam acesso de veículos às chaves superiores, onde havia milhares de acres de terra não desenvolvida. A conclusão da ferrovia provou ainda mais que uma rodovia através das chaves era viável.

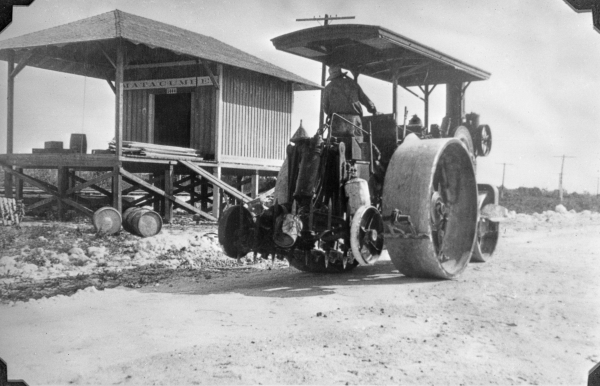
Construção da via rápida junto à estação ferroviária de Matecumbe

A construção da Overseas Highway original, denominada State Road 4A (uma extensão de uma rota que vai de Miami a Homestead ), durou a maior parte de meados da década de 1920. Aberta oficialmente ao tráfego em 25 de janeiro de 1928, a rodovia original existia em dois trechos em sua maior extensão. Um segmento corria do continente via Card Sound Road até Key Largo e se estendia até Lower Matecumbe Key, enquanto um segmento nas chaves inferiores existia de No Name Key a Key West . Um serviço de balsa de automóveis conectou a lacuna de 41 milhas entre Lower Matecumbe e No Name Keys. A State Road 4A corria principalmente ao lado da Overseas Railroad nas chaves superiores, mas nas chaves inferiores, seguia um caminho muito diferente da ferrovia e da rodovia atual. O pouso da balsa em No Name Key estava localizado no final do que hoje é Watson Boulevard, que levava a State Road 4A através de No Name Key e Big Pine Key antes de cruzar para Little Torch Key. Em Little Torch Key, virou para o sul e voltou à ferrovia. Ele continuaria ao longo do lado norte da ferrovia até Upper Sugarloaf Key, onde virou para o sul e correu ao longo da rota atual das County Roads 939 e 939A sobre Lower Sugarloaf Key e Saddlebunch Keys . De Saddlebunch Keys, a State Road 4A cruzou para Geiger Key, continuando ao longo do que hoje é Geiger Road e Boca Chica Road. Em Boca Chica Key, ele seguiu a linha costeira ao sul da pista de pouso da Estação Aérea Naval de Key West até a praia de Boca Chica antes de cruzar para Stock Island. Em Stock Island, seguiu a Maloney Avenue e a MacDonald Avenue, onde se juntou à Overseas Railroad em direção a Key West. A maioria das pontes da State Road 4A em Lower Keys era de madeira e estava em uso no início da década de 1920.
No início da década de 1930, ficou claro que as balsas eram insuficientes para as necessidades de viagem das chaves, e o condado de Monroe e o Departamento de Estradas do Estado começaram a fazer planos para conectar as duas partes da State Road 4A para fazer uma rodovia contínua. Em 1931, as balsas também atenderiam a uma estrada de 13 milhas construída através de Marathon em Vaca Keys com terminais em Hog e Grassy Keys. Em 1933, a legislatura estadual criou a Overseas Road e o Toll Bridge District para buscar financiamento federal para estender as estradas. O financiamento era escasso porque o país estava no meio da Grande Depressão, mas o financiamento viria eventualmente através da Administração Federal de Alívio de Emergência, parte do New Deal do presidente Franklin D. Roosevelt . Centenas de veteranos descontentes da Primeira Guerra Mundial que buscavam o pagamento antecipado de pensões de guerra foram empregados na construção de estradas e pontes como parte de um programa de ajuda do governo.

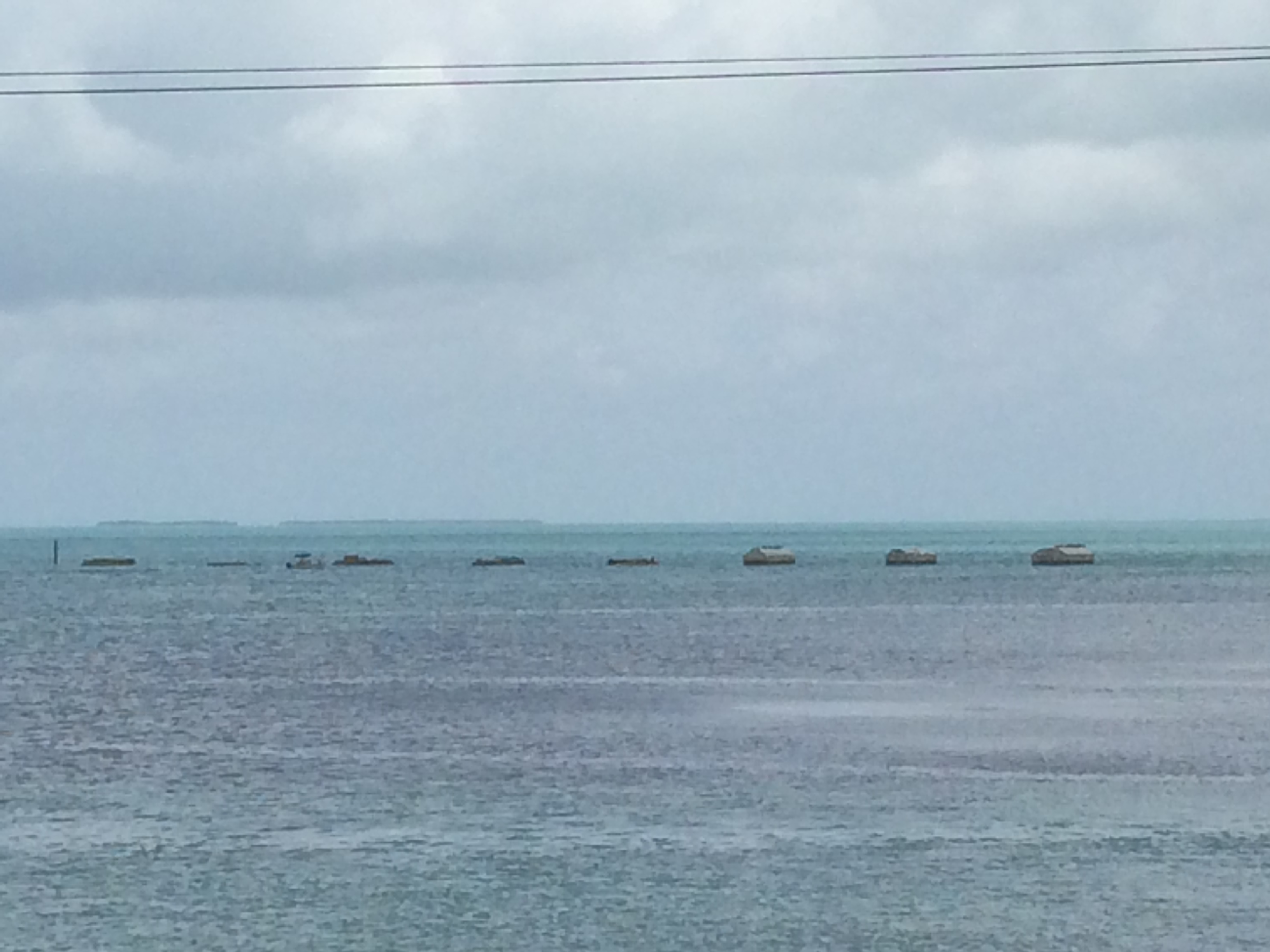
Oito pilares da ponte que teriam levado o alinhamento original da Overseas Highway, que pode ser visto no Mile Marker 73. Eles servem como um memorial aos veteranos que foram mortos no furacão do Dia do Trabalho de 1935.

A construção de uma ponte ligando Lower Matecumbe Key e Long Key já estava em andamento quando o furacão de categoria 5 do Dia do Trabalho atingiu Islamorada em 2 de setembro de 1935. O furacão causou danos generalizados em toda a área e destruiu grande parte da Overseas Railroad nas teclas superiores. Das mais de 400 mortes do furacão, mais da metade eram veteranos e suas famílias. Suas mortes causaram raiva e acusações de má administração que levaram a uma investigação do Congresso. A oeste de Lower Matecumbe Key no Mile Marker 73 na rodovia atual, oito pilares de ponte de concreto e uma pequena ilha dragada são tudo o que resta do trabalho dos veteranos. A ilha dragada é agora conhecida como Veteran's Key e os cais permanecem como uma homenagem aos veteranos com uma placa memorial em Craig Key .

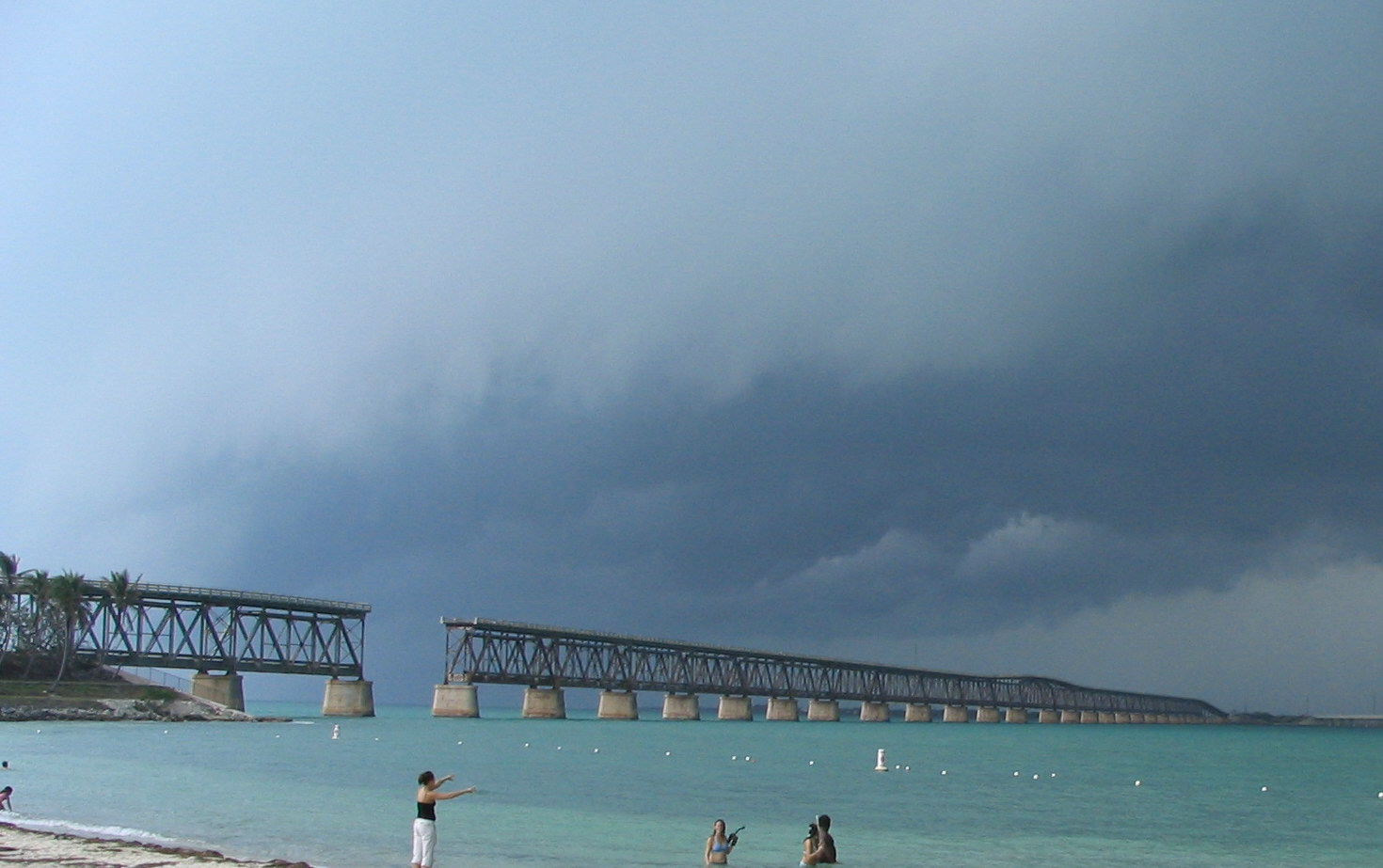
Muitas das pontes ferroviárias, como a Bahia Honda Rail Bridge, foram adaptadas para acomodar o tráfego de automóveis para a Rodovia Ultramarina. Essas pontes foram substituídas por pontes mais modernas no início dos anos 80.

Após o furacão, a Florida East Coast Railway foi financeiramente incapaz de reconstruir as seções danificadas da Overseas Railroad. Aproveitando uma rara oportunidade, o estado comprou todo o direito de passagem da ferrovia e a infraestrutura restante por um preço de $ 640.000. O Overseas Road and Toll Bridge District abandonou seus planos rodoviários originais e fez novos planos para construir a rodovia no antigo leito ferroviário de Lower Matecumbe Key a Little Torch Key, conectando efetivamente os dois segmentos da State Road 4A. As pontes da ferrovia, que resistiram ao furacão e estavam em boas condições, foram reformadas com novas superfícies de concreto de duas pistas de largura para uso automotivo. No caso da ponte ferroviária Bahia Honda, que era uma ponte treliçada, o piso de concreto foi construído sobre as treliças. A conversão das pontes ferroviárias para uso automotivo foi realizada pela Cleary Brothers Construction Co. de West Palm Beach, e toda a rota para Key West foi aberta ao público em 1938.
Partes da estrada tiveram pedágio até 15 de abril de 1954; as cabines de pedágio estavam localizadas em Big Pine Key e Lower Matecumbe Key . Pigeon Key, mais ou menos no meio da Seven Mile Bridge, serviu como sede do "Overseas Road and Toll District". O pedágio para automóveis era de $ 1, mais 25 centavos por passageiro. A rodovia completa do continente para Key West foi oficialmente aberta ao tráfego em 29 de março de 1938 e, após a conclusão, a rota se tornou o segmento mais ao sul da US Route 1, que anteriormente terminava em Miami (State Road 4A permaneceria como uma designação oculta até a renumeração da Florida State Road de 1945, quando a designação oculta passou a ser State Road 5). O presidente Franklin D. Roosevelt percorreu a estrada em 1939.

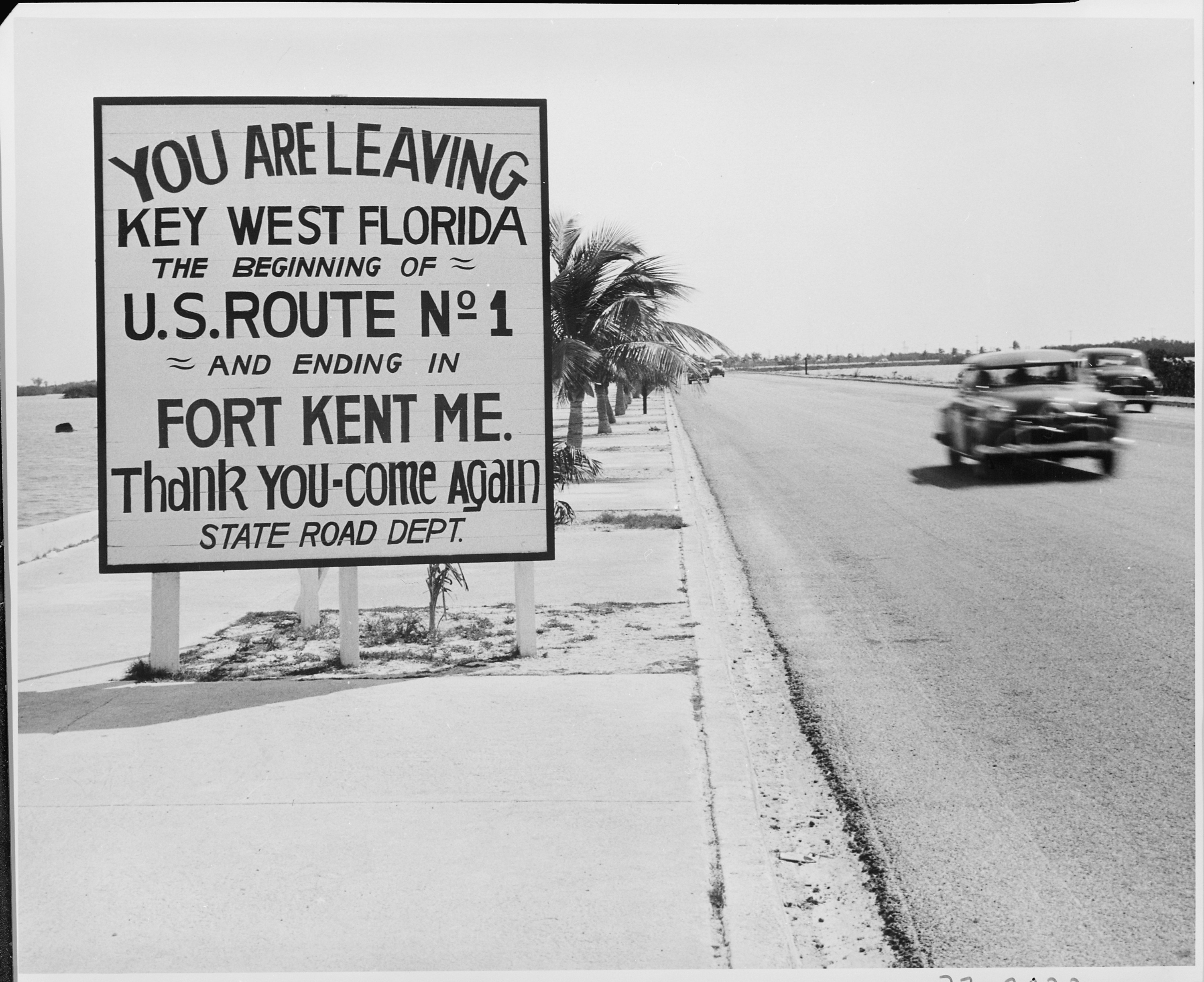
O início da US 1 em março de 1951; Desde então, o US 1 foi estendido para o tribunal do condado de Monroe, no centro de Key West.

Nessa época, a Rodovia Ultramarina corria apenas ao longo da antiga rota da ferrovia nas chaves do meio; os segmentos originais da rodovia ainda estavam em uso nas teclas superior e inferior. Quando os Estados Unidos entraram na Segunda Guerra Mundial, a Marinha dos EUA buscou melhorias na rodovia para melhorar seu acesso da Estação Aérea Naval em Boca Chica Key ao continente para fins de segurança nacional. O segmento de chaves inferiores da década de 1920 era menos do que ideal com sua estrada sinuosa e pontes de madeira frágeis. Isso resultou na conclusão do restante da rodovia ao longo das chaves da antiga faixa de domínio da ferrovia, que já era propriedade do estado e era uma rota mais direta com curvas mais suaves que permitiam velocidades mais altas. Também incluída neste projeto estava a construção da rodovia de Florida City a Key Largo na antiga rota ferroviária via Jewfish Creek, que encurtou a rota de Key Largo ao continente em 17 milhas. Os novos alinhamentos foram oficialmente concluídos em 16 de maio de 1944, com o governador da Flórida, Spessard Holland, presidindo as cerimônias de inauguração. A ponte Card Sound original foi fechada após a abertura do alinhamento Jewfish Creek, e seus restos foram posteriormente destruídos por um incêndio (a rota Card Sound seria restaurada como uma rota secundária em 1969 com a abertura da ponte atual). Hoje, alguns segmentos da rodovia original permanecem como estradas secundárias e frontais para a rodovia atual.

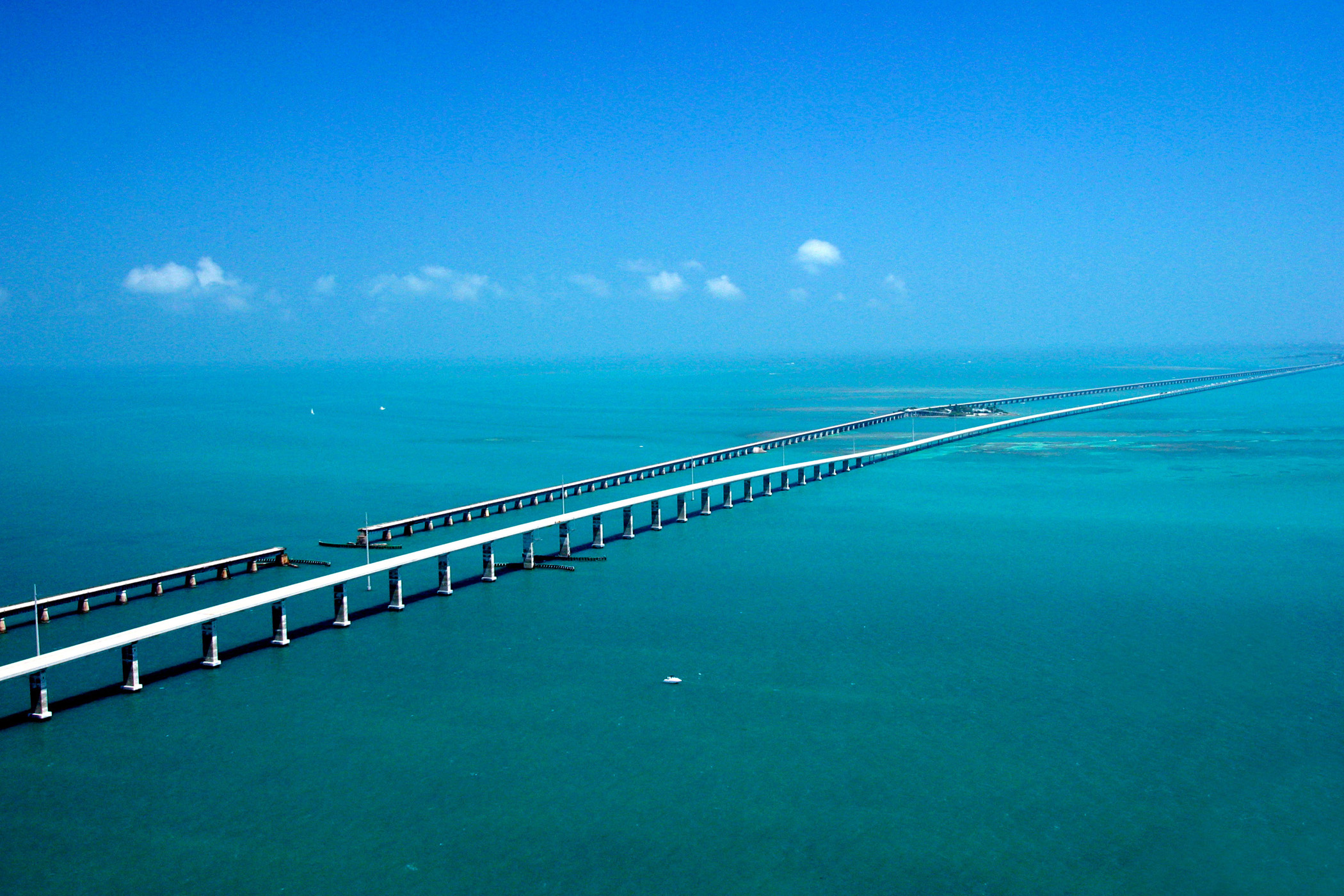
Seven Mile Bridge, a ponte mais longa da Overseas Highway. O vão original cruza Pigeon Key.

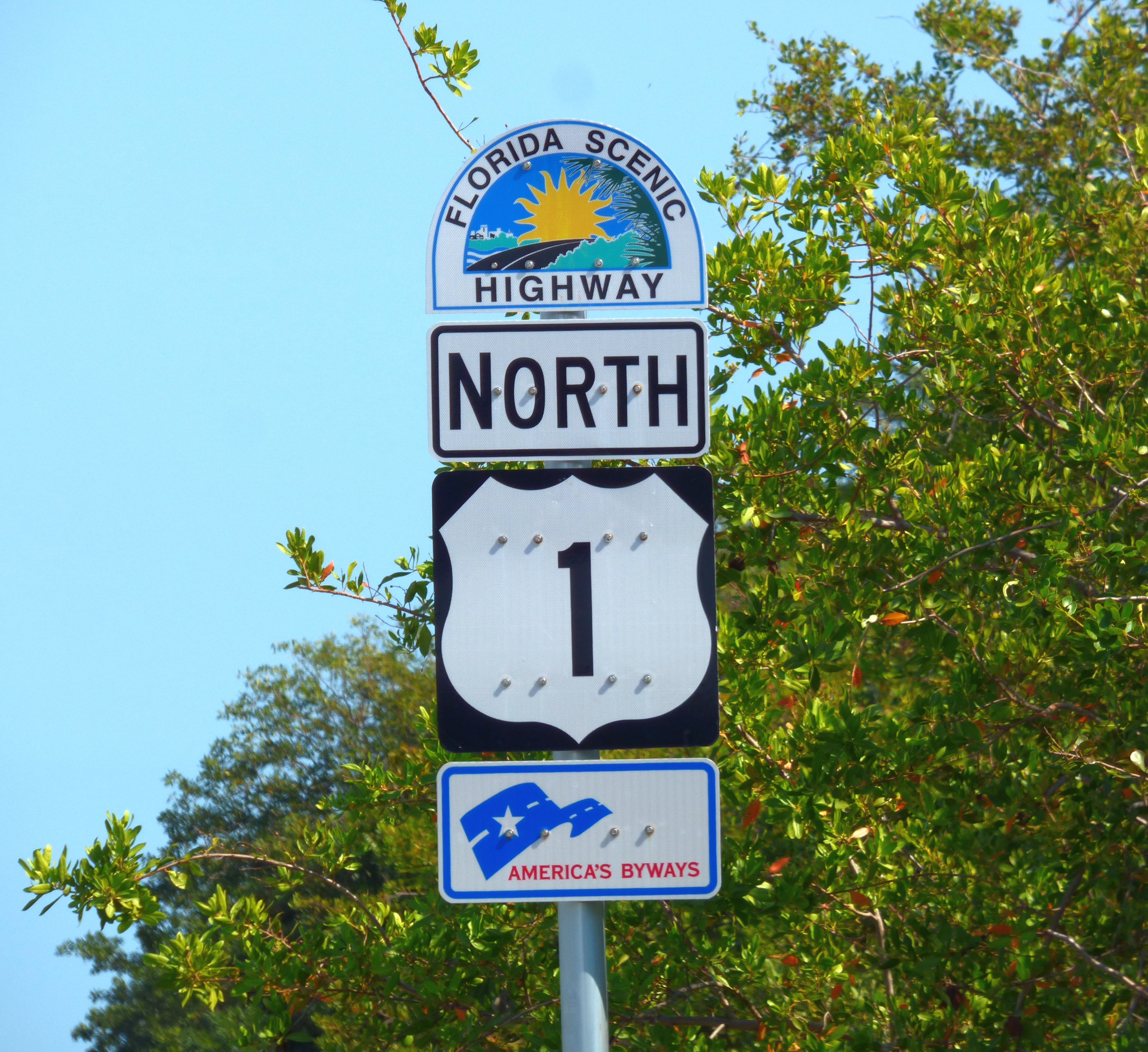
Os 106.5 mi da US 1 em Keys funciona como um National Scenic Byway, chamado de "Florida Keys Scenic Highway".

A rodovia original através de Key Largo e Tavernier voltaria a fazer parte da Overseas Highway no início dos anos 1970, quando foi expandida para uma rodovia dividida de quatro pistas. Aqui, as faixas no sentido norte correm ao longo da rota da rodovia original e as faixas no sentido sul ao longo da rota da ferrovia, o que é especialmente evidente na área onde a rota se divide em duas ruas de mão única. A ampliação foi o início de um projeto muito maior para reconstruir grande parte da Rodovia Ultramarina, que incluiu a substituição das velhas pontes ferroviárias reaproveitadas por pontes mais modernas; alguns dos quais são capazes de acomodar mais de duas faixas de tráfego. Isso incluiu a Seven Mile Bridge, a Bahia Honda Bridge e a Long Key Bridge (embora essas três pontes originais não estejam mais abertas ao tráfego de veículos, elas foram listadas no Registro Nacional de Lugares Históricos em 1979 e são atualmente usadas para pesca e pedestres tráfego). As pontes mais modernas foram concluídas no início de 1980.
Nos últimos anos, Pigeon Key foi usado pela Universidade de Miami como um laboratório de oceanografia, mas os esforços atuais para restaurar os edifícios da ilha resultaram na criação de um museu ferroviário lá. A mais nova Seven Mile Bridge não tem acesso direto a Pigeon Key; as pessoas que vão até lá devem andar de bicicleta ou caminhar 2,2 milhas (3,5 km) da Old Seven Mile Bridge de sua extremidade leste em Knight's Key, pegue um ônibus ou um barco para chegar à ilha.

## Na cultura popular
Uma das corridas malucas da televisão animada foi The Overseas Hi-Way Race, que foi ao ar pela primeira vez em 28 de dezembro de 1968, na CBS, cobrindo toda a rota real de Key Largo a Key West. Enquanto Long Key foi retratado corretamente, a maioria das outras chaves intermediárias receberam nomes fictícios, e Sombrero Key estava na verdade cinco milhas ao sul da rodovia em águas abertas, de acordo com o mapa Florida Keys -East.